# Ceratanaphes
Ceratanaphes is een geslacht van vliesvleugeligen uit de familie Mymaridae. De wetenschappelijke naam van dit geslacht is voor het eerst geldig gepubliceerd in 1989 door Noyes & Valentine.

## Soorten
Het geslacht Ceratanaphes omvat de volgende soorten:
- Ceratanaphes laplacei (Girault, 1912)
- Ceratanaphes monticola Noyes & Valentine, 1989
- Ceratanaphes wallacei (Girault, 1912)